# لويس إتش براون
لويس إتش براون (بالإنجليزية: Lewis H. Brown)‏ هو لاعب كرة قاعدة أمريكي، (ولد في ويسنير في الولايات المتحدة 1909  م).